# Rice Owls
Gli Rice Owls sono la società sportiva della Rice University con sede a Houston nello stato del Texas, Stati Uniti d'America. L'università di riferimento si trova nel Museum District della città ed è vicina al Texas Medical Center.
Si tratta di una squadra universitaria di notevole importanza al pari degli SMU Mustangs, gli Houston Cougars, i TCU Horned Frogs, gli UTEP Miners e il North Texas Mean Green.

## Sport praticati

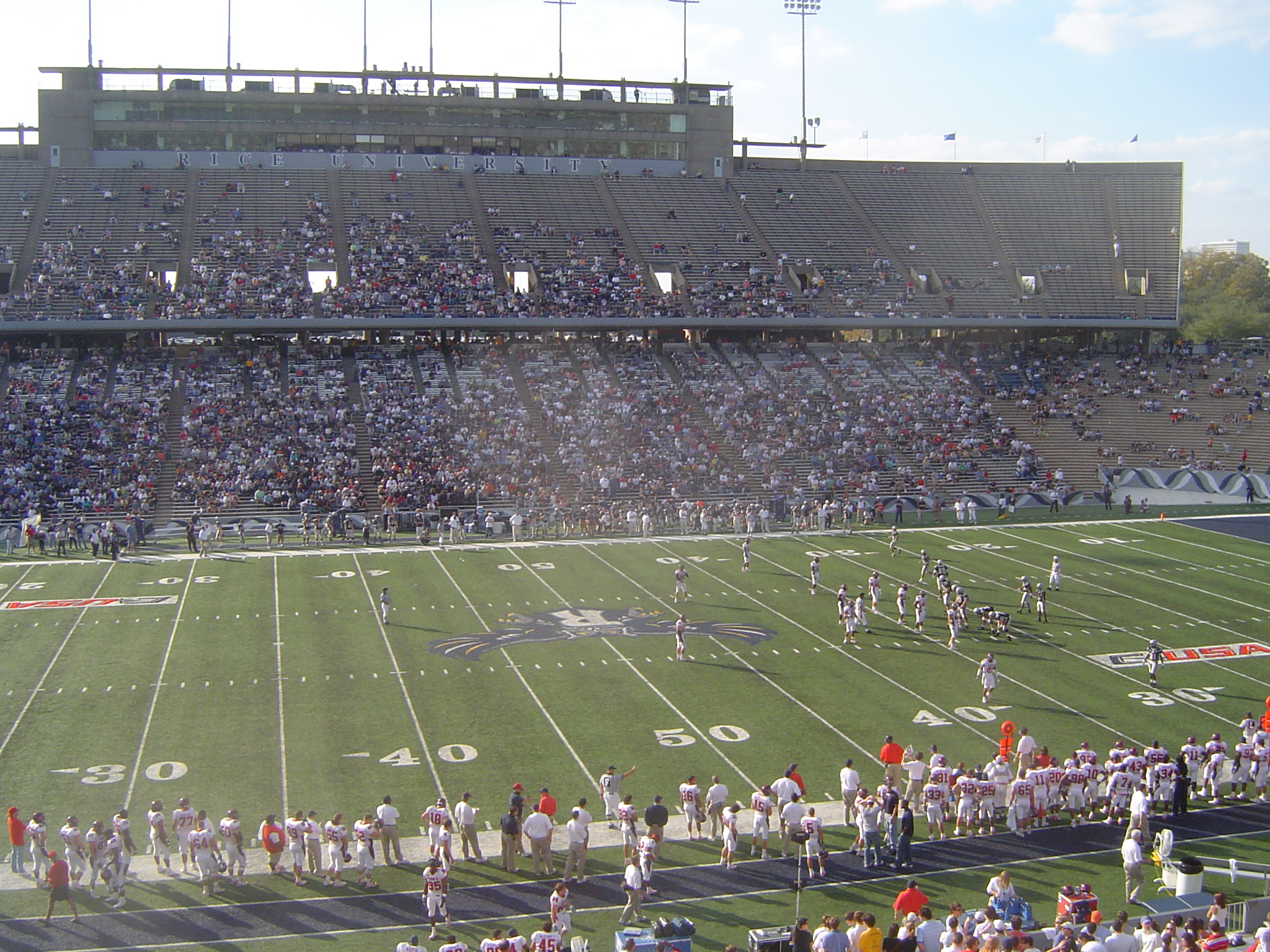
Rice Stadium, incontro disputato nel 25 novembre 2006

Fra gli sport praticati il baseball (dove hanno militato David Aardsma, Lance Berkman, Tim Byrdak, Mike Macha, Philip Humber, Jeff Niemann e Dave Pavlas), il basket (in cui hanno militato giocatori come Morris Almond, Ken Austin, Bill Closs, Bill Henry, Arsalan Kazemi e Ricky Pierce) il rugby. Per le donne esistono anche la pallavolo, calcio  e la corsa campestre.